# 映像機器

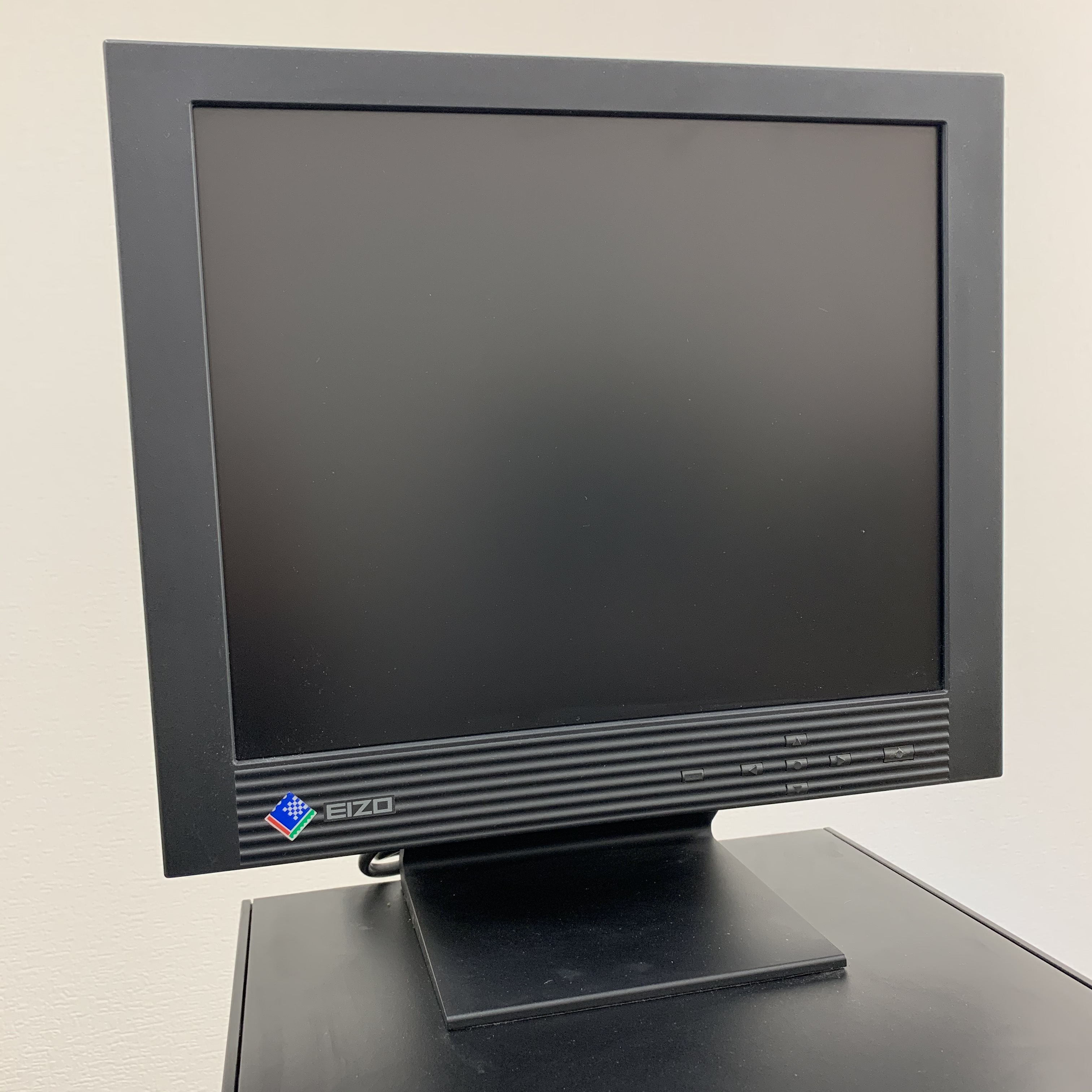
TFT液晶ディスプレイ

映像機器（えいぞうきき）とは、映像（静止画映像を含む）を表示したり、記録したりすることを目的にした機器。英語を使って「ビジュアル機器」ともいう。

## 映像機器の種類と関連規格

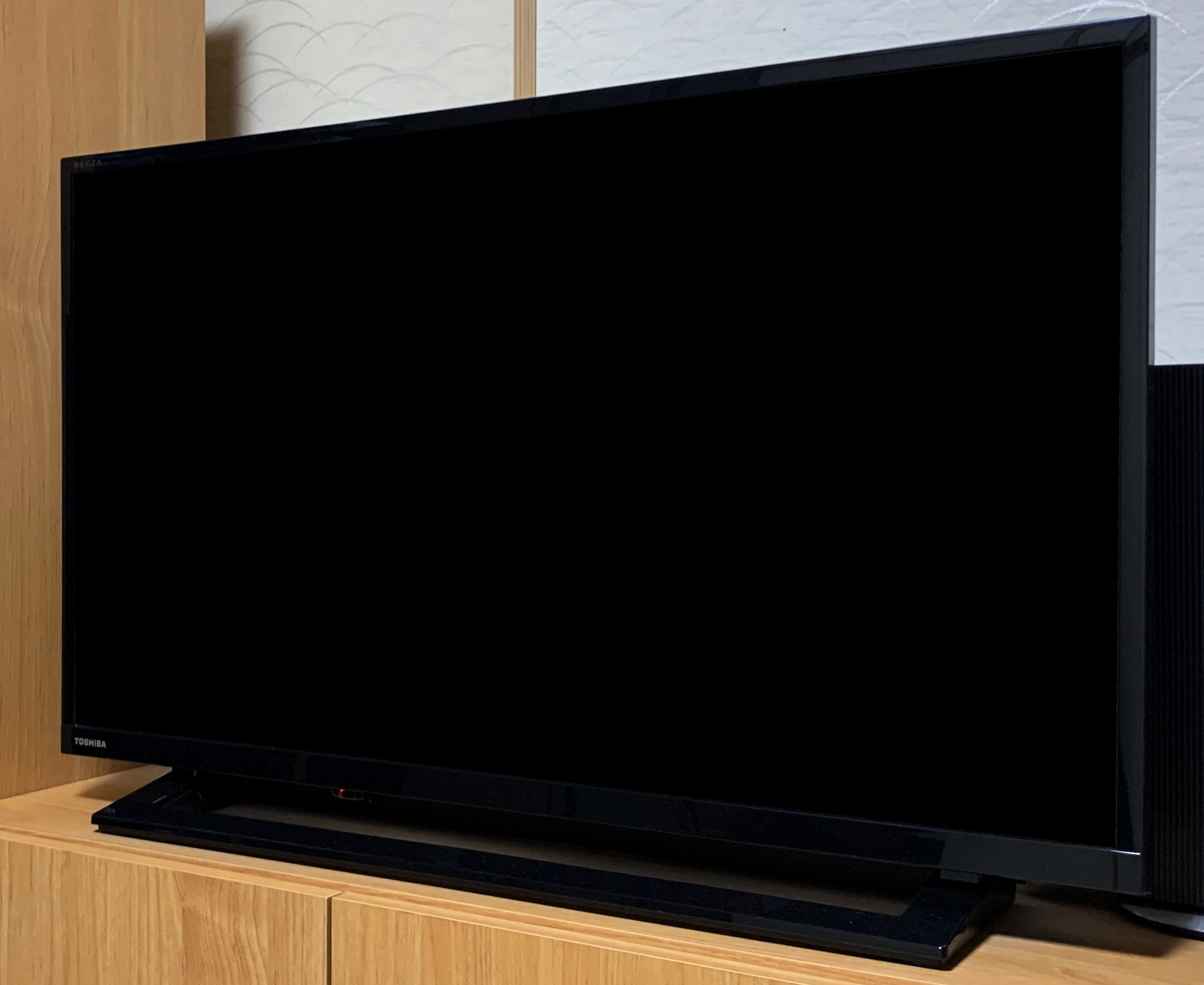
液晶テレビ（2018年、東芝）

- テレビ受像機、ビデオモニター、ディスプレイデバイス
  - 映像表示方式の違いによる機器の種別
    - ブラウン管 (CRT)
      - トリニトロン管
      - 薄型ブラウン管

    - 液晶ディスプレイ(LCD)
    - プラズマディスプレイ
    - プロジェクタ
    - リアプロジェクションテレビ
    - 電界放出ディスプレイ (FED)
      - 表面伝導型電子放出素子ディスプレイ (SED)

    - 有機ELディスプレイ（有機エレクトロルミネッセンス）

  - 表示画面サイズ規格の違いによる種別
    - 標準画質ノーマル型 画素数：水平×垂直=640×480 （画面比4:3）
    - 高画質ノーマル型 画素数：水平×垂直=960×720 （画面比4:3）
    - 標準画質ワイド型 画素数：水平×垂直=850×480 （画面比16:9）
    - ハイビジョン型 画素数：水平×垂直=1280×720 （画面比16:9）
    - フルハイビジョン型 画素数：水平×垂直=1920×1080 （画面比16:9）（正式にはフルスペックハイビジョン）

※メーカーや製品により各製品での広告上の呼称は多少異なる。（参考：ハイビジョンの項）
また、画素数の数値は解像度の規格上からのものなので、実際の製品スペックは若干それを上回るものもある。

- チューナー
  - MUSEデコーダ
  - MUSE-NTSCコンバーター BSアナログ放送チューナー内蔵機器に接続し、アナログハイビジョン放送を標準画質に変換して番組視聴できるようにする機器
  - BSチューナー
  - CSチューナー
  - デジタル放送のチューナー

- ビデオカメラ
  - 撮像デバイス
    - 撮像管
    - CCDイメージセンサ
    - CMOSイメージセンサ
    - ハイビジョンカメラ

  - 監視カメラ
  - デジタルビデオカメラ
    - Webカメラ
    - ネットワークカメラ

  - カムコーダ

- ビデオレコーダー
  - 磁気メディア
    - オープンリール
      - 2インチ
      - 1インチ

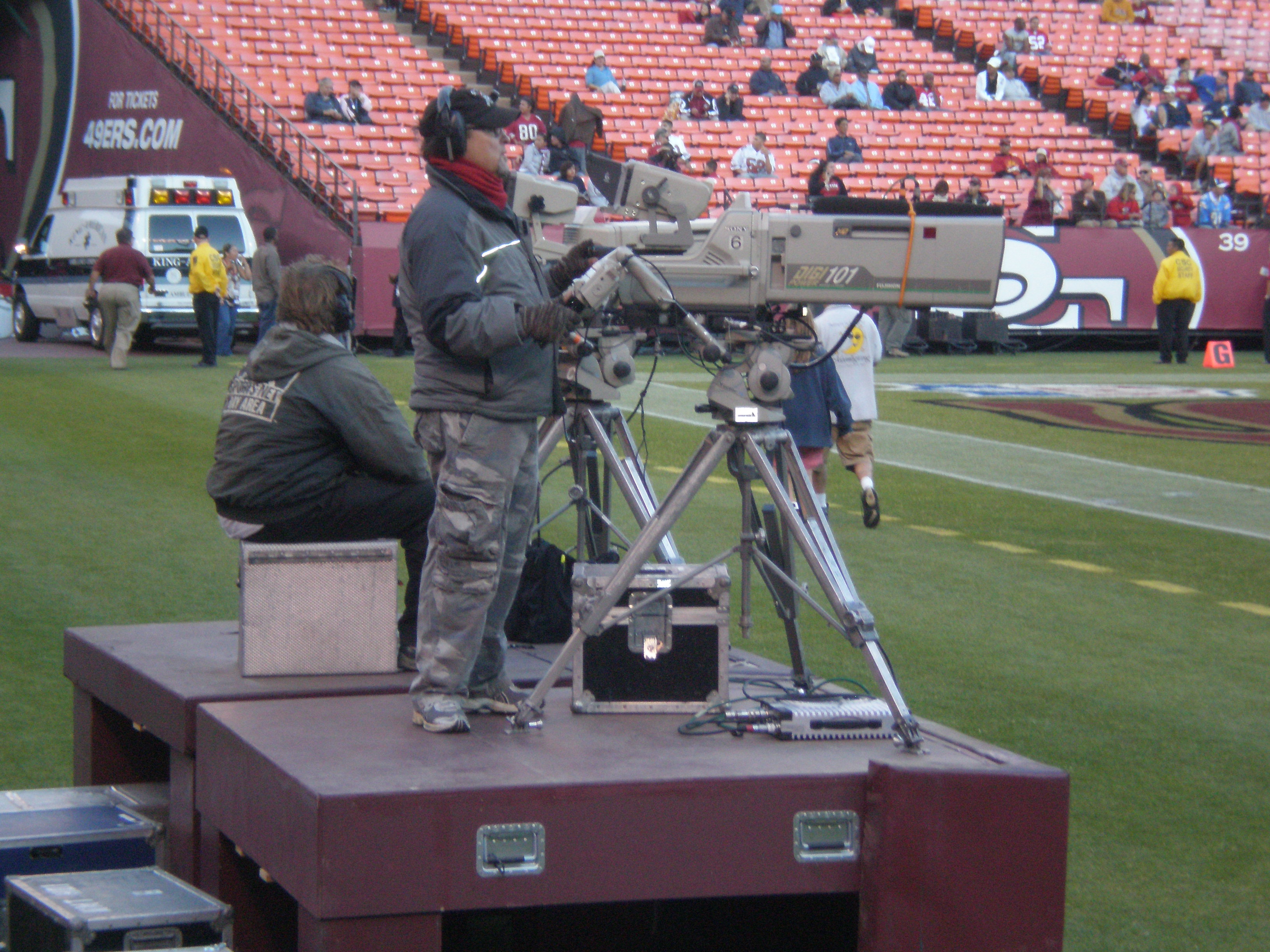
プロ野球を撮影する放送用ビデオカメラ

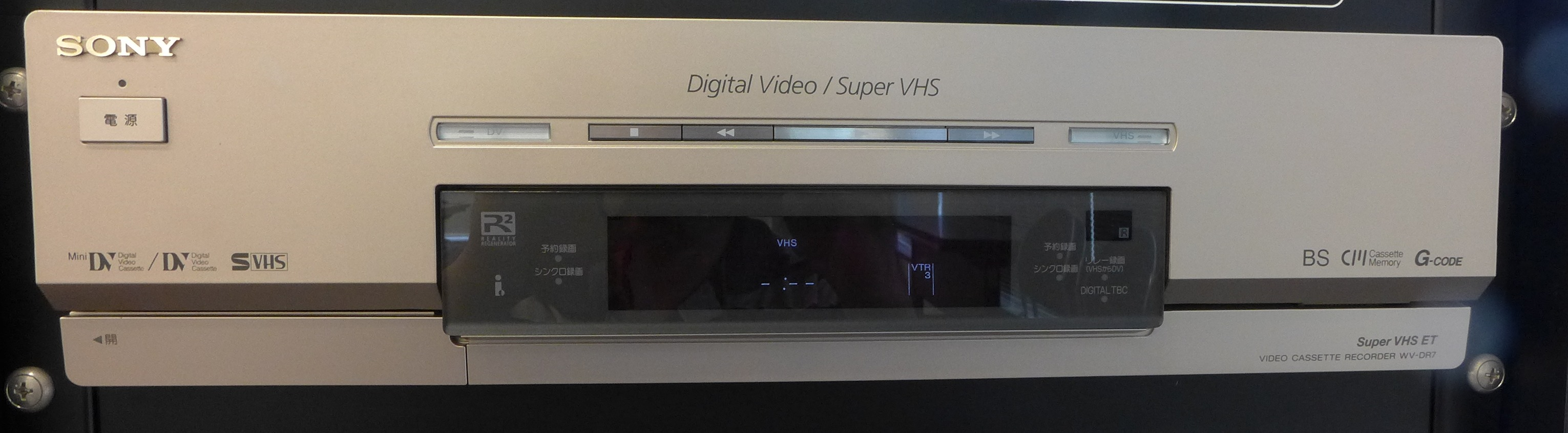
家庭用ビデオテープレコーダ（ソニー、1999年）

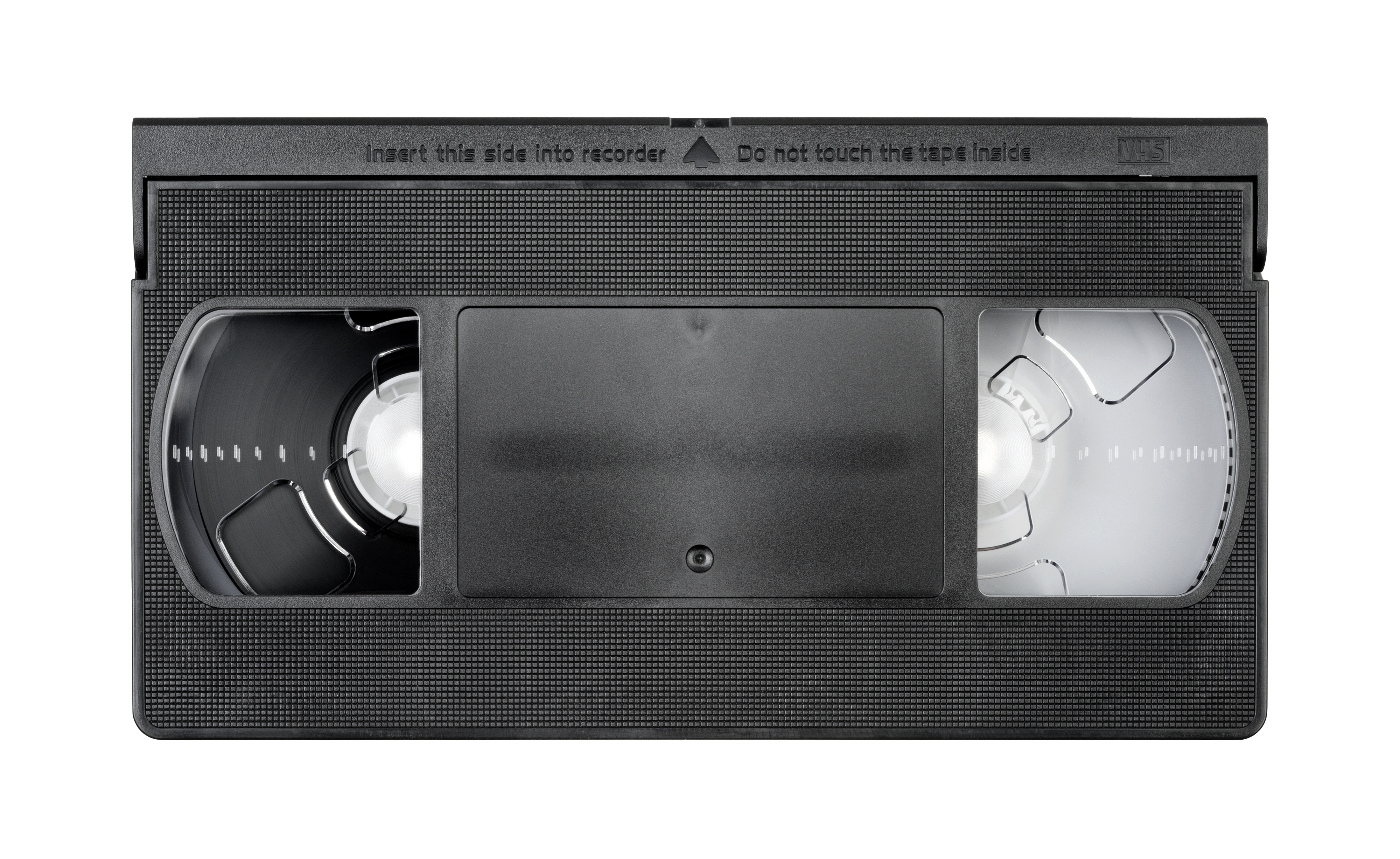
VHSのビデオテープ

    - VTR（カセットテープ方式のビデオ機器）
      - DV 標準画質のデジタルビデオ（テープ方式）
        - HDV - ハイビジョン画質のデジタルビデオ（テープ方式）、DV規格と同一のカセットテープ
        - MiniDV - DV / HDV規格で小型カムコーダ用テープサイズ
        - 標準DV - DV / HDV規格で業務用カムコーダ・据え置き型ビデオデッキ用テープサイズ
        - DVCAM - DV規格をベースにした業務用標準画質規格
        - DVCPRO - DV規格をベースにした業務用標準画質規格、後にハイビジョン規格に拡張された
        - HDCAM - 業務用ハイビジョン規格
        - MICROMV - 小型カセットを使用した標準画質規格

      - D-1 - 放送用標準画質規格デジタルビデオ
      - D-2 - 放送用標準画質規格デジタルビデオ
      - UNIHI（業務用アナログハイビジョン用）
      - M規格 - 放送用標準画質規格アナログビデオ
      - MII - 放送用標準画質規格アナログビデオ
      - D-3 - 放送用標準画質規格デジタルビデオ
      - D-5 - 放送用標準画質規格デジタルビデオ
      - VX方式
      - VHS  - 家庭用ビデオテープ、標準画質規格アナログビデオ
        - S-VHS - VHSの高画質化規格
        - W-VHS - VHSを拡張したアナログハイビジョン録画規格
        - D-VHS - VHSを拡張したデジタルハイビジョン録画規格
        - フルカセット - （ノーマルVHS/S-VHS/W-VHS/D-VHS）
        - コンパクトカセット - カムコーダ用（VHS-C（ノーマルVHS）/S-VHS-C（S-VHS））

      - 8ミリビデオ - カムコーダ用ビデオテープ、標準画質規格アナログビデオ（スタンダード8ミリ / Video8）
        - Hi8 - 8ミリビデオの高画質化規格
        - Digital8 - 8ミリビデオの構造にDV規格の標準画質デジタル録画を行うデジタルビデオ

      - ベータマックス - 家庭用ビデオテープ、標準画質規格アナログビデオ
        - ノーマルベータ/ハイバンドベータ/EDベータ

      - ベータカム - 業務用標準画質規格アナログビデオ （ベータカムSP：高画質化規格）
        - Digital BETACAM / BETACAM-SX / MPEG IMX - ベータカムをベースにした業務用標準画質規格デジタルビデオ

      - U規格
        - Uマチック/UマチックSP - 放送用標準画質規格アナログビデオ

      - D-6 - 放送用ハイビジョン画質規格デジタルビデオ
      - Digital S(D-9) - 放送用標準画質規格デジタルビデオ

    - ディスク方式のビデオ機器
      - VHD  ※再生専用

- - 光学メディア
    - CD
      - CDビデオ/VSD/ビデオCD

    - DVD

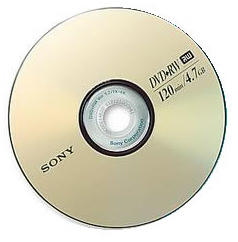
ソニーの書き換え可能なDVD

      - DVD-Video/VR/AVCHD - （DVD-R/-R DL/-RW/-RAM/+R/+R DL/+RW）
      - HD DVD - （HD DVD-ROM/-R/-RW）

    - MVDISC
    - Blu-ray Disc - （BD-ROM/-R/-RE）
    - レーザーディスク(LD)  ※再生専用
    - XDCAM - ソニーがBlu-ray Discをベースに開発した放送業務用ビデオ規格。

  - 半導体メモリメディア
    - P2カード

## 端子
- RCA端子（コンポジット映像信号）　民生用
- BNC端子 業務用・放送用
- S端子
- コンポーネント端子
- D端子
- 特殊D端子

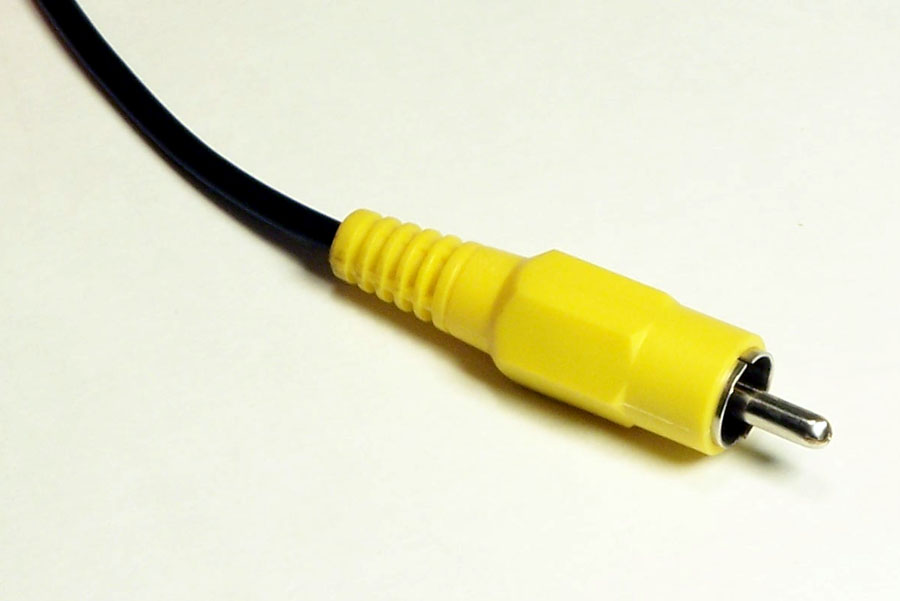
コンポジット映像信号の接続に使われる黄色のRCA端子

- DV端子 - IEEE 1394を利用したDV規格の伝送用端子
- i.LINK - IEEE 1394を利用し、DV規格以外にもMPEG-2 TSなど多彩な伝送ができる、詳細はIEEE 1394
- DVI端子
- SDI端子　放送機器用
- HDMI端子

## 方式、対応
各映像規格の録画・再生や、各種放送の受信の対応・非対応など。
- 映像規格
  - テレビ（NTSC他）、標準画質 (SDTV:Standard Definition Television)
  - ハイビジョン、高精細度 (HDTV:High Definition television)
- 放送方式
  - 地上波（地上アナログテレビジョン放送）
  - 衛星放送（BS/CSアナログ放送、BSデジタル放送、110度CSデジタル放送など）
  - 地上デジタル放送
- 表示方式
  - オーバースキャン
  - アンダースキャン

## 映像機器メーカー

### 日本
- アストロデザイン
- EIZO
- 池上通信機
- イメージニクス
- シャープ
- ソニー
- パナソニック
- ローランド
- アイ・ディ・ケイ